# Cucha del Águila
Cucha del Águila (Tingo María, 1962) es una escritora y narradora peruana, que promueve la tradición oral y el patrimonio cultural de la amazonia peruana.

## Primeros años
María del Carmen del Águila nació en Tingo María en 1962 viviendo en distintos lugares de la Selva del Perú. A la edad de 14 años viajó a la capital peruana, Lima, donde continuó con sus estudios. Más tarde se trasladó a Nantes (Francia), donde trabajó como bibliotecaria.

## Vida laboral
Desde 1991 en su país natal, efectúa trabajos de investigación, produce espectáculos y dirige talleres sobre el patrimonio oral, el libro y la lectura, además desde el 2000, inició el Festival Internacional de Narración Oral "Déjame que te Cuente" en Lima (Perú) con la Asociación Palique Cuenteros.

## Publicaciones
Algunas de sus publicaciones son:
- No se acaban las palabras: el arte de contar cuentos (2001)
- Óyeme con los ojos (2007)
- En la selva todo suena (2009)

## Reconocimientos
- Personalidad Meritoria de la Cultura (2017).[4]